# Lübnitz (Gefrees)
Lübnitz ist ein Gemeindeteil der Stadt Gefrees im Landkreis Bayreuth (Oberfranken, Bayern). Lübnitz liegt in der Gemarkung Wundenbach. Zum Gemeindeteil Lübnitz zählt Lübnitzer Mühle.

## Geografie
Das Dorf liegt auf freier Flur am Poppenberg (563 m ü. NHN), einer Erhebung des Fichtelgebirges. Gegen Osten fällt das Gelände ins Tal des Lübnitzbachs ab, eines linken Zuflusses der Ölschnitz. Eine Gemeindeverbindungsstraße führt zur Kreisstraße BT 48 (0,5 km östlich) bzw. nach Witzleshofen (1 km westlich).

## Geschichte
Der Ort wurde im Jahr 1317 als „Libniz“ erstmals urkundlich erwähnt. 1499 wurde ein markgräfliches Burggut erwähnt, das damals der Familie Rot gehörte.
Gegen Ende des 18. Jahrhunderts bestand Lübnitz aus 9 Anwesen. Die Hochgerichtsbarkeit stand dem bayreuthischen Stadtvogteiamt Gefrees zu. Grundherren waren die Hofkanzlei Bayreuth (3 Viertelhöfe, 1 Sölde, 1 Gut) und die Rittergüter Ebnath und Schwarzenreuth (2 Halbhöfe, 2 Gütlein).
Von 1797 bis 1810 unterstand Lübnitz dem Justiz- und Kammeramt Gefrees. Infolge des Ersten Gemeindeedikts wurde Lübnitz dem 1812 gebildeten Steuerdistrikt Streitau und der zugleich entstandenen Ruralgemeinde Zettlitz zugewiesen. 1819 kam Lübnitz an die neu gebildete Ruralgemeinde Wundenbach. Am 1. August 1926 wurde Lübnitz nach Gefrees eingegliedert.

### Einwohnerentwicklung
| Jahr      | 001812 | 001819 | 001861 | 001871 | 001885 | 001900 | 001925 | 001950 | 001961 | 001970 | 001987 |
| Einwohner | 66     | 73     | 79     | 88     | 88     | 78     | 68     | 93     | 70     | 69     | 76     |
| Häuser    | 11     |        |        |        | 13     | 12     | 13     | 13     | 14     |        | 16     |
| Quelle    | [ 8 ]  | [ 11 ] | [ 12 ] | [ 13 ] | [ 14 ] | [ 15 ] | [ 16 ] | [ 17 ] | [ 18 ] | [ 19 ] | [ 1 ]  |

## Religion
Lübnitz ist seit der Reformation evangelisch-lutherisch geprägt und bis heute nach St. Johannes der Täufer (Gefrees) gepfarrt.